# Chaetocladius brittae
Chaetocladius brittae är en tvåvingeart som beskrevs av Sawedal 1976. Chaetocladius brittae ingår i släktet Chaetocladius och familjen fjädermyggor. Arten är reproducerande i Sverige. Inga underarter finns listade i Catalogue of Life.